# Andrea Breteau
Andrea Breteau (17 de marzo de 1998) es un deportista española que compite en esgrima, especialista en la modalidad de florete. Ganó una medalla de bronce en el Campeonato Europeo de Esgrima de 2025, en la prueba por equipos.

## Palmarés internacional
| Campeonato Europeo | Campeonato Europeo | Campeonato Europeo | Campeonato Europeo  |
| Año                | Lugar              | Medalla            | Prueba              |
| ------------------ | ------------------ | ------------------ | ------------------- |
| 2025               | Génova (Italia)    | Medalla de bronce  | Florete por equipos |